# Olivea capituliformis
Olivea capituliformis är en svampart som först beskrevs av Henn., och fick sitt nu gällande namn av Joseph Charles Arthur 1917. Olivea capituliformis ingår i släktet Olivea och familjen Chaconiaceae.   Inga underarter finns listade i Catalogue of Life.